# 무안군 (1963년 선거구)
무안군은 대한민국의 옛 국회의원 선거구이다. 당시 전라남도 무안군 지역을 관할했다.

## 역사
제6대 국회의원 선거를 앞두고 무안군 갑, 무안군 을, 무안군 병 선거구가 통합되면서 신설되었다.
1969년 1월, 무안군 지도면·임자면·자은면·비금면·도초면·흑산면·하의면·장산면·안좌면·암태면·압해면이 신안군으로 분리되었다. 이에 제8대 국회의원 선거를 앞두고 신안군으로 분리된 지역이 신설되는 신안군 선거구로 분리되었다.
제9대 국회의원 선거를 앞두고 목포시 선거구, 신안군 선거구와 통합되면서 목포시·무안군·신안군 선거구를 이루게 됨에 따라 폐지되었다.

## 역대 국회의원
| 선거   | 정당 | 정당       | 의원   |
| ------ | ---- | ---------- | ------ |
| 1963년 |      | 민주공화당 | 배길도 |
| 1967년 |      | 민주공화당 | 배길도 |
| 1971년 |      | 신민당     | 임종기 |

## 역대 선거 결과

### 대한민국 제6대 국회의원 선거
|  | 32.77% |

|  | 32.09% |

|  | 26.17% |

|  | 5.48% |

|  | 3.46% |

### 대한민국 제7대 국회의원 선거
|  | 52.42% |

|  | 40.57% |

|  | 3.96% |

|  | 3.03% |

### 대한민국 제8대 국회의원 선거
|  | 54.30% |

|  | 43.70% |

|  | 1.99% |